# 181 v.Chr.

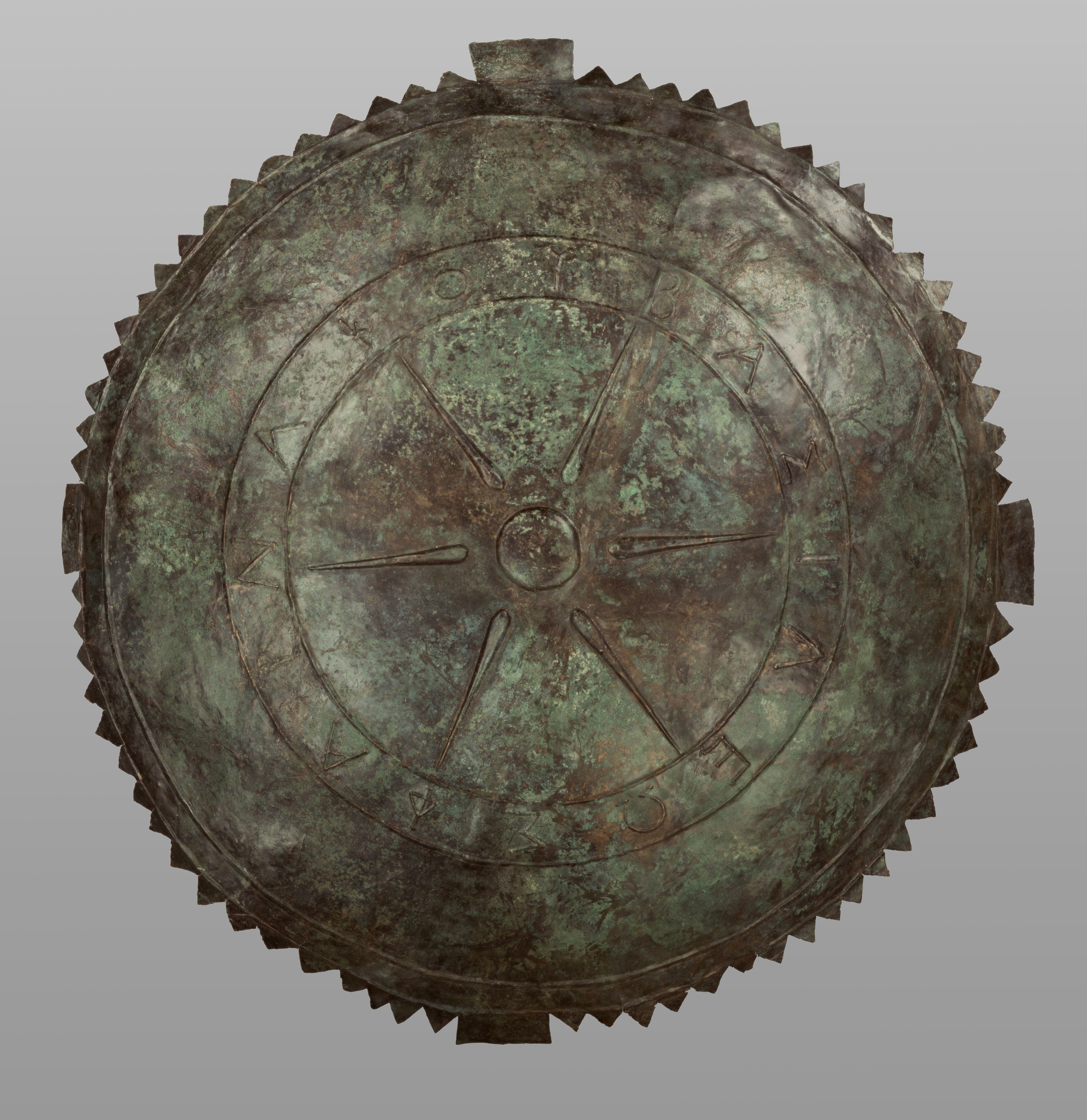
Het bronzen schild van Pharnaces I van Pontus

Het jaar 181 v.Chr. is een jaartal in de 2e eeuw v.Chr. volgens de christelijke jaartelling.

## Gebeurtenissen

### Italië
- Publius Cornelius Cethegus en Marcus Baebius Tamphilus zijn consul in het Imperium Romanum.
- Rome sticht in Noord-Italië de handelskolonie Aquileia, aan de Adriatische Zee. Een grensfort met 3.000 legionairs, moet de nederzetting beschermen tegen barbaarse aanvallen uit Illyrië.

### Klein-Azië
- Pharnaces I van Pontus wacht de terugkeer van zijn gezanten niet af, hij verrast Eumenes II van Pergamon en Ariathes IV van Cappadocië, door een inval in Galatië.